# Phosphatidylinositole

Strukturformel von PIP_{2}, R steht für die Fettsäurereste Capryl, Oleyl, Palmityl, Arachidonyl oder Stearyl

Phosphatidylinositole (auch Phosphoinositide) sind Phosphatidsäuren des Inositols und gehören somit zu den Phosphoglyceriden. Sie kommen als polare Lipide in der Zellmembran vor und dienen unter anderem als Vorstufe sekundärer Botenstoffe.

## Eigenschaften
Zu den Phosphoinositiden gehören z. B. Phosphatidylinositol-4,5-bisphosphat, Phosphatidylinositol-3,4-bisphosphat und Phosphatidylinositol-3,4,5-trisphosphat (PIP3). Das Inositol ist dabei mehrfach phosphoryliert. Durch Aktivierung bestimmter Rezeptoren, die sich in der Zellmembran befinden, kommt es zur Aktivierung des Enzyms Phospholipase C. Die Phospholipase C spaltet PIP2 durch Hydrolyse in Diacylglycerine (DAG) und Inositol-1,4,5-trisphosphat (IP3), während die Phospholipase A Lysophosphatidylinositol erzeugt. Alle drei Produkte dieser Spaltung können als sekundäre Botenstoffe zur Weiterleitung des Signals in der Zelle beitragen. Analog werden andere Phosphoinositole gebildet.
Phosphoinositid-3-Kinasen (PI3K) hingegen konvertieren PIP2 in Phosphatidylinositol-3,4,5-triphosphat (PIP3). Die umgekehrte Reaktion von PIP3 zu PIP2 erfolgt durch die Phosphatase PTEN.